# 9 Monkeys of Shaolin
9 Monkeys of Shaolin es un videojuego de beat 'em up desarrollado por Sobaka Studio y publicado por Buka Entertainment y Ravenscourt. El juego se lanzó el 16 de octubre de 2020 para Nintendo Switch, PlayStation 4, Xbox One; y Linux, macOS y Microsoft Windows a través de Steam.
La historia recrea la atmósfera de las películas de kung fu de los años 1970. En 9 Monos de Shaolin, un pescador se convierte en uno de los maestros del Shaolin. De esta manera, supera las pruebas de la vida, conoce gente nueva con personalidades únicas y aprende sobre la venganza y la muerte. Algunas de las personas que conoció se convierten en sus amigos y otras lo traicionan. Pero a pesar de todas las dificultades del difícil camino, ha decidido esforzarse por dejar su huella en la historia salvando a su patria y al mundo entero del mal.
Aunque el mundo del juego intenta adherirse lo más posible a eventos, lugares, armas y personajes históricos reales, también tiene magia, seres sobrenaturales y otros elementos de fantasía. Este escenario es la combinación de historia real con misticismo y fábulas, como es habitual en el género fantástico chino de Wuxia.

## Jugabilidad
Hay cinco clanes enemigos wokou en el juego, uno para cada capítulo. Cada líder de clan lleva una máscara del teatro japonés Noh, que refleja su personalidad. Los nombres de los líderes son seudónimos tomados de los nombres de las máscaras.
Al final de cada misión, el jugador obtiene puntos de mejora que pueden gastarse en el campamento del monje docente. Una conversación con él generará un árbol de técnicas único, en el que el principal tema de mejora son diferentes combinaciones y técnicas para cada uno de los tres stands.
El modo multijugador está disponible como modo cooperativo de la misma campaña de historia que en el modo para un jugador. Dos jugadores pueden participar en el modo cooperativo, ya sea en línea o localmente.

## Trama
China imperial, Dinastía Ming, Año del Agua Mono (1572) en Zhejiang. El héroe del juego es un pescador chino llamado Wei Cheng (con la voz de Daisuke Tsuji). Sus padres murieron a manos de los Wokou cuando él era un niño. Wei Cheng fue acogido por su abuelo, quien le enseñó el negocio de la pesca, así como a luchar con un bastón, y este conocimiento se transmitió de generación en generación en su familia.
El juego comienza cuando el pueblo es atacado por bandidos. El abuelo fue asesinado y Wei resultó gravemente herido por su líder con una máscara roja. Los monjes budistas encuentran a Wei Cheng sangrando y lo llevan a una de las casas fortificadas locales. El héroe recupera la conciencia y encuentra monjes frente a él. Dicen que el pueblo ha sido completamente destruido, que casi no hay supervivientes y que no había bandidos comunes excepto los Wokou. Su grupo fue enviado desde Monasterio Shaolin para ayudar a defender tanto los monasterios budistas como a la gente común, pero no llegaron allí a tiempo. Wei Cheng se ofrece a ayudar a siete monjes y a un contrabandista.
En el modo de cooperación, el segundo jugador es el monje más joven llamado Daoshan.

## Desarrollo
9 Monkeys of Shaolin se anunció en la Game Developers Conference 2018 a través del programa ID@Xbox. Se mostró una nueva versión de demostración en Gamescom 2018 en el área del stand de Indie Arena y en IgroMir 2018. El juego recibió el premio Critics' Choice en la Indie Cup Summer 2018 y Gran Premio, Mejor Escritorio, Excelencia en Diseño de Juegos, Arte Visual, nominaciones de audio en los Premios DevGAMM. Fue lanzado el 16 de octubre de 2020.

## Recepción
9 Monkeys of Shaolin recibió críticas "generalmente favorables", según agregador de reseñas Metacritic.